# Łaźnie
Łaźnie (białorus. Лазни) – wieś w Polsce położona w województwie podlaskim, w powiecie białostockim, w gminie Supraśl.

## Historia

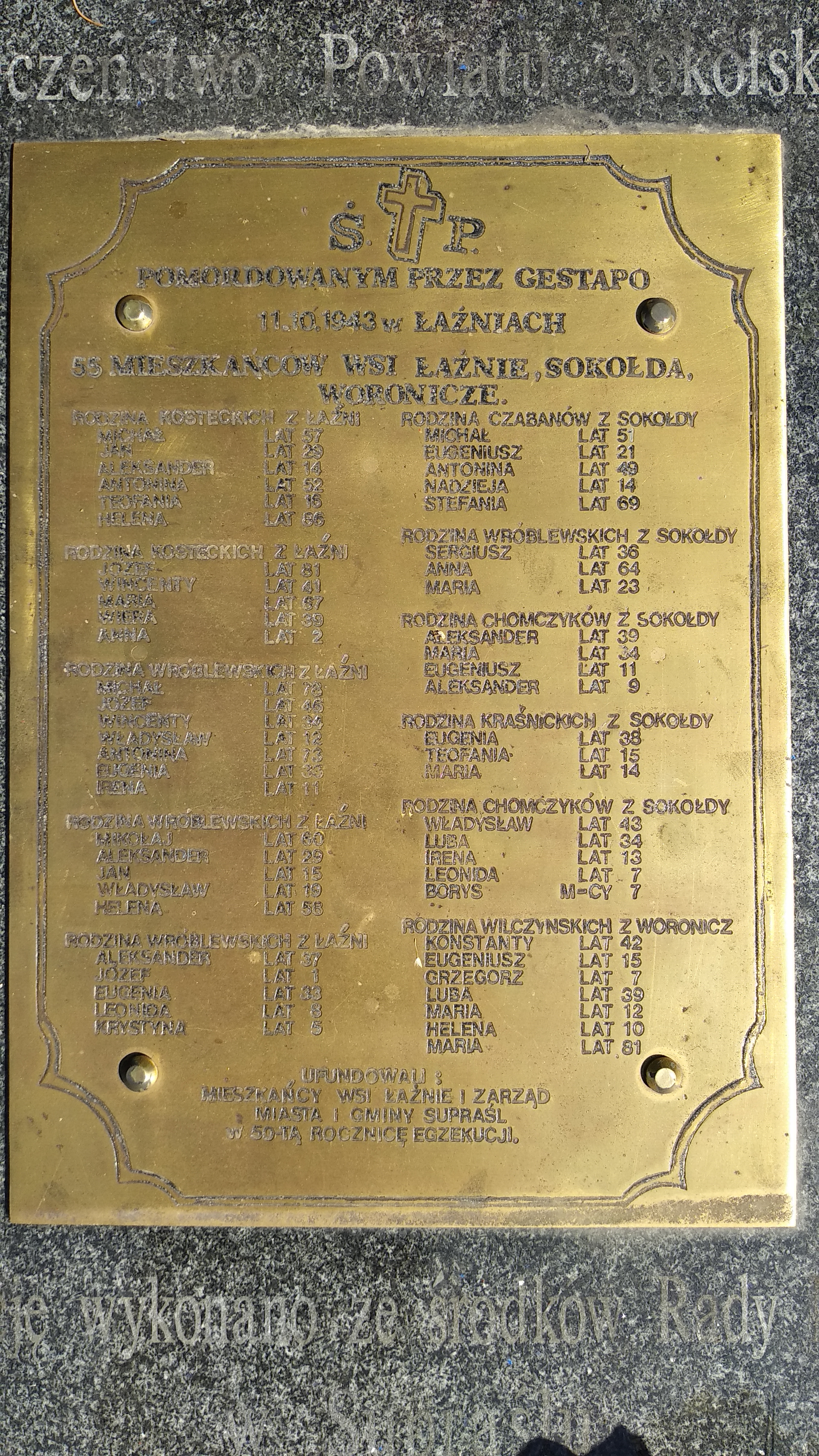
Tablica z nazwiskami ofiar niemieckiej zbrodni z 1943 r.

Według Pierwszego Powszechnego Spisu Ludności z 1921 roku wieś Łaźnie liczyła 27 domów i zamieszkiwało ją 185 osób (95 kobiet i 90 mężczyzn). Zdecydowana większość mieszkańców miejscowości (163 osoby) zadeklarowała wyznanie prawosławne, natomiast pozostali podali wyznanie rzymskokatolickie (22 osoby). Podział religijny mieszkańców wsi niemal całkowicie pokrywał się z ich strukturą narodowo-etniczną, gdyż większość mieszkańców miejscowości (w liczbie 164 osób) podała białoruską przynależność narodową, reszta (21 osób) zgłosiła narodowość polską. W omawianym okresie, miejscowość znajdowała się w powiecie sokólskim, w gminie Szudziałowo.
11 października 1943 r. hitlerowcy dokonali pacyfikacji wsi, podczas której zamordowali 55 osób. Ofiary tej tragedii upamiętnia wysoki prawosławny krzyż w centrum wsi ufundowany w 1993 r. 
W latach 1975–1998 miejscowość administracyjnie należała do województwa białostockiego.

## Inne
Od 2007 r. posiada status sołectwa, w skład którego wchodzą wsie: Łaźnie, Podłaźnie i Pieczonka. Sołectwo zajmuje obszar o pow. 290,3048 ha.

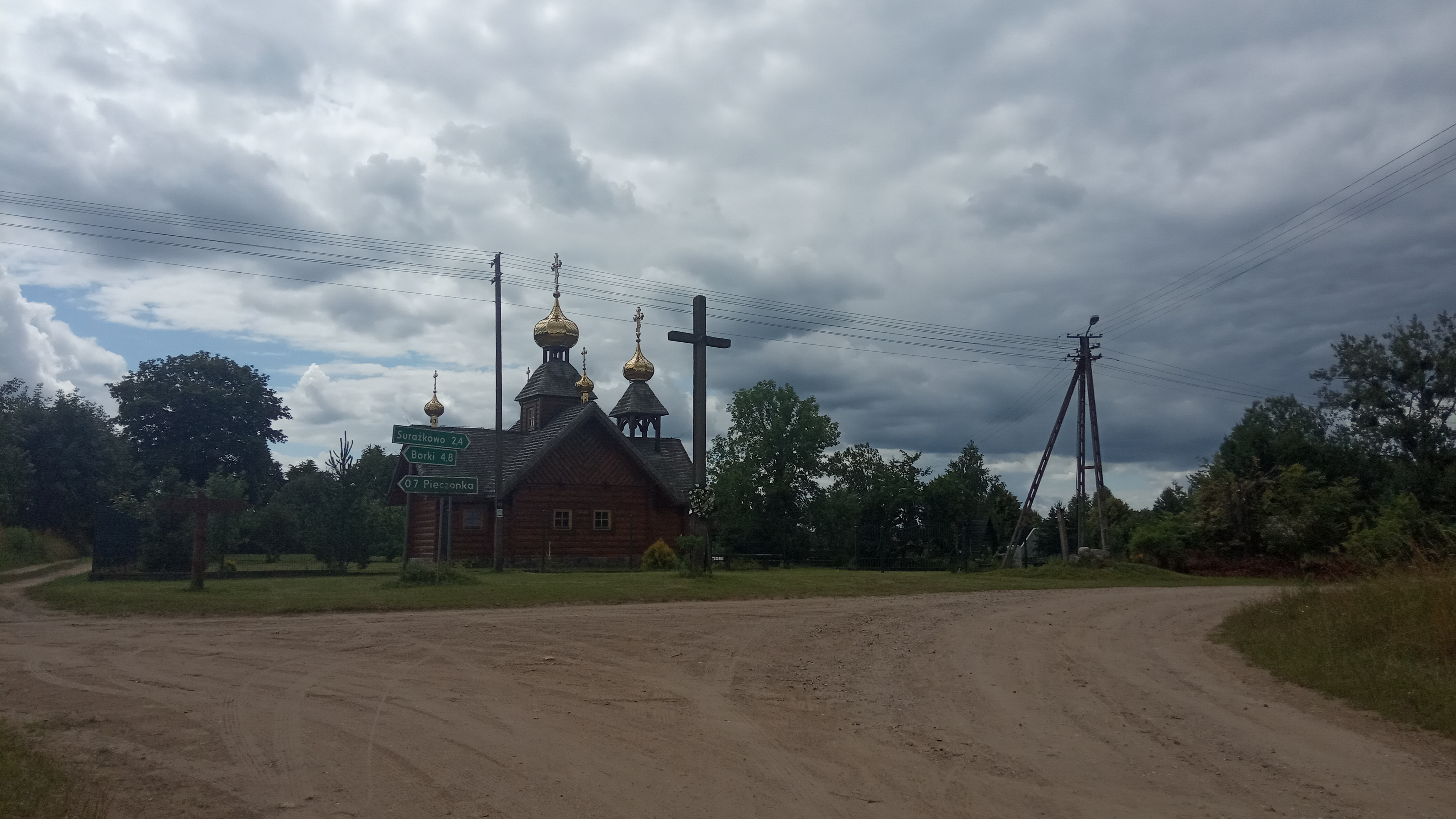
Drewniana cerkiew pw. św. Łukasza Biskupa Krymu

Prawosławni mieszkańcy wsi należą do parafii Zwiastowania Przenajświętszej Bogurodzicy i św. Jana Teologa w Supraślu, a wierni kościoła rzymskokatolickiego do parafii Najświętszej Maryi Panny Królowej Polski w Supraślu.
W 2014 we wsi rozpoczęto budowę drewnianej prawosławnej cerkwi pod wezwaniem św. Łukasza Biskupa Krymu, podlegającej parafii w Supraślu. Obiekt został poświęcony 22 czerwca 2019 r.